# Djibril Cissé
Djibril Cissé (* 12. August 1981 in Arles) ist ein ehemaliger französischer Fußballspieler. Er spielte 41 Mal für die französische Nationalmannschaft. Seine größten Erfolge auf Vereinsebene feierte er mit dem AJ Auxerre und dem englischen Klub FC Liverpool.

## Karriere

### Verein

#### AJ Auxerre
Cissés Eltern kamen 1974 aus der Elfenbeinküste nach Frankreich. In seiner Jugend spielte Cissé für den AC Arles-Avignon und Olympique Nîmes. Seine Profikarriere begann er in der Saison 2000/01 beim französischen Erstligisten AJ Auxerre. In der Saison 2001/02 wurde er mit 22 Toren Torschützenkönig in Frankreich. 2004 wurde er mit Auxerre französischer Pokalsieger und mit 26 Toren erneut Torschützenkönig.

#### FC Liverpool
Vor der Saison 2004/05 wechselte er für eine Ablösesumme von 20 Millionen Euro nach England zum FC Liverpool. Am 30. Oktober 2004 erlitt er einen Schien- und Wadenbeinbruch im linken Bein und fiel somit für die gesamte Saison aus. 2005 gewann er mit Liverpool die Champions League. Im Supercup 2005 gegen ZSKA Moskau erzielte er beim 3:1-Sieg nach Verlängerung zwei Tore.

#### Olympique Marseille

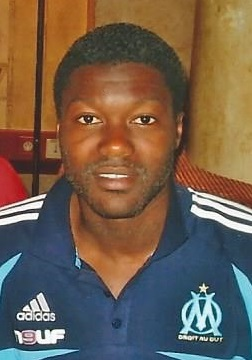
Cissé während seiner Zeit bei Olympique Marseille (2007)

Im Sommer 2006 wurde er auf Leihbasis zu Olympique Marseille transferiert. Mit Marseille erreichte er 2007 das Pokalfinale, in dem er beim 2:2 n. V. beide Treffer erzielte und auch seinen Strafstoß im Elfmeterschießen verwandelte; Marseille unterlag dem FC Sochaux dennoch. Er erzielte für Marseille in 27 Spielen 15 Tore in seiner ersten Saison, davon sieben Tore im Pokal. Dazu gelang mit dem zweiten Ligaplatz die Qualifikation für die Champions League. In seiner zweiten Saison traf er in der Hinrunde nur zweimal und wurde stark kritisiert. In der Rückrunde traf er dann 14-mal in der Liga und trug dazu bei, dass Marseille es noch auf den dritten Platz schaffte und die Kritik verstummte. In allen Wettbewerben schaffte Cissé in seiner zweiten Saison 22 Tore für Olympique Marseille.
Im Juli 2007 sicherte sich Marseille für 8,9 Millionen Euro auf fünf Jahre die Rechte an Cissé, der bei Liverpool keine Chance mehr sah.

#### Leihe nach Sunderland
Wenige Wochen nach Saisonbeginn 2008/09 wechselte der Spieler auf Leihbasis zum AFC Sunderland.

#### Panathinaikos Athen
Zehn Monate später verkaufte Marseille ihn für 8,5 Millionen Euro an Panathinaikos Athen. In der darauffolgenden Saison wurde er mit Panathinaikos Griechischer Meister, Griechischer Pokalsieger und sicherte sich den Titel des besten Torschützen. In der darauf folgenden Saison sicherte er sich erneut den Titel des besten Torschützen in Griechenland.

#### Lazio Rom

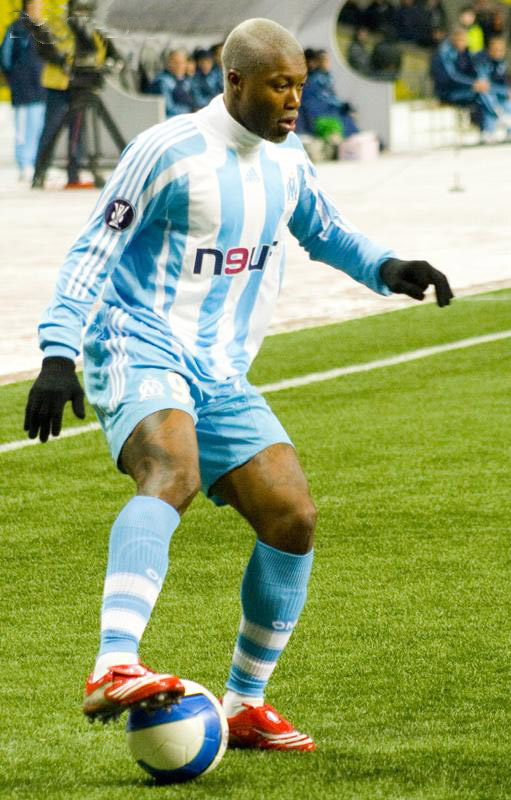
Cissé bei Olympique Marseille (2008)

Für eine Ablösesumme von 5,8 Millionen Euro wechselte Cissé im Juli 2011 zu Lazio Rom, wo ihm allerdings in 18 Punktspielen an der Seite von Miroslav Klose nur ein Treffer gelang.

#### Queens Park Rangers
Aufgrund seiner unbefriedigenden Leistungen stimmte er in der Winterpause zu, sich für 5 Millionen Euro zu den Queens Park Rangers transferieren zu lassen.

#### Al-Gharafa Sports Club
Am 20. Januar 2013 wurde Cissé bis Saisonende in die katarische Stars League an den al-Gharafa Sports Club verliehen. Dabei erzielte er am 2. Spieltag der AFC Champions League im Spiel gegen Sepahan FC seinen ersten Doppelpack für Al-Gharafa.

#### Kuban Krasnodar
Zur Saison 2013/14 wechselte er in die russische Premjer-Liga zum FK Kuban Krasnodar, wo er allerdings erneut nur sechs Monate blieb.

#### SC Bastia
Zum 1. Januar 2014 unterschrieb Djibril Cissé einen 18-Monate-Vertrag beim französischen Erstligisten SC Bastia. In der Frühjahrssaison 2014 kam er noch in 15 von 19 Liga-Spielen zum Einsatz, die Saison 2014/15 verlief mit insgesamt nur noch acht Kurzeinsätzen dann aber äußerst enttäuschend für ihn.

#### JS Saint-Pierroise
Im Sommer 2015 vollzog Cissé einen überraschenden Wechsel zur sechstklassigen JS Saint-Pierre, die auf der Insel La Réunion, einem französischen Übersee-Département nahe Madagaskar im Indischen Ozean, beheimatet und dort Rekordmeister ist. Der Vertrag wurde bereits im September 2015 wieder aufgelöst.

### Nationalmannschaft
Cissé durchlief einige Juniorennationalmannschaften Frankreichs. Sein größter Erfolg war der Gewinn der U-18-Europameisterschaft 2000. In der Saison 2000/01 spielte er sich in den Kader des französischen A-Nationalteams.
Er gehörte zum französischen Kader bei der enttäuschenden WM 2002 und kam in allen drei Spielen als Einwechselspieler zum Einsatz. Im Sommer 2003 gewann er mit Frankreich den Confederations Cup. Er erzielte dabei in der Gruppenphase einen Treffer.
Für die WM 2006 in Deutschland war Cissé einer der Hoffnungsträger der französischen Nationalmannschaft. Er erlitt allerdings im letzten Testspiel Frankreichs vor der WM am 7. Juni 2006 gegen China zum wiederholten Mal einen rechtsseitigen Schien- und Wadenbeinbruch und fiel für die WM aus. Auch die Fußball-Europameisterschaft 2008 verpasste er trotz einer erfolgreichen Saison mit Marseille. Zwar gehörte er dem erweiterten EM-Kader an, fiel aber kurz vor Turnierbeginn der überraschenden Nominierung Bafétimbi Gomis’ zum Opfer. Nach fast zwei Jahren kam er im März 2010 wieder für das A-Nationalteam zum Einsatz und wurde auch bei der Fußball-Weltmeisterschaft 2010 in einem Spiel eingesetzt. Anschließend dauerte es über 15 Monate, ehe ihn der neue Nationaltrainer Laurent Blanc kurz vor Spielende einwechselte (Oktober 2011 gegen Albanien).

## Verletzungen und Karriereende
Djibril Cissé wurde während seiner 16-jährigen Profi-Karriere immer wieder von schweren Verletzungen zurückgeworfen. So erlitt er u. a. bereits während seiner Zeit beim FC Liverpool zwei Beinbrüche. Am 18. Oktober 2015 erklärte Djibril Cissé in einem Beitrag des französischen TV-Senders Canal+ sein Karriereende und kündigte an, dass er eine neue Hüfte benötige. Unter Tränen sagte er: „Der Körper sagt 'Stop', es ist vorbei. Ich kann nicht mehr auf hohem Level Fußball spielen.“

## Erfolge

### Verein
- Griechischer Meister: 2010 (Panathinaikos Athen)
- Griechischer Pokalsieger: 2010 (Panathinaikos Athen)
- FA Cup: Gewinner 2006 (FC Liverpool)
- UEFA Champions League: Gewinner 2005 (FC Liverpool)
- UEFA Super Cup: Gewinner 2005 (FC Liverpool)
- Französischer Pokalsieger: 2003 (AJ Auxerre)

### Nationalmannschaft
- Sieger im Confederations Cup: 2003 (französische Nationalmannschaft)
- U-18-Europameister: 2000

### Individuelle Auszeichnungen
- Torschützenkönig der Ligue 1: 2002, 2004
- Torschützenkönig der Griechischen Super League: 2010, 2011
- Spieler des Monats der Ligue 1: Dezember 2003

## Sonstiges
- Djibril Cissé ist bekannt für seine häufig wechselnden Frisuren.
- Im Film Taxi 4 spielt er sich selbst.
- 2015 nahm er an der sechsten Staffel der französischen Tanzshow Danse avec les stars teil.[6]
- Im Oktober 2020 wurde Cissé Fußballexperte beim Fernsehsender der Sportzeitung L’Équipe.[7]